# Biserica „Sfântul Nicolae” din Otaci
Biserica „Sf. Nicolae” este o biserică amplasată în Otaci, raionul Ocnița, Republica Moldova. Este un monument arhitectural de importanță națională inclus în Registrul monumentelor Republicii Moldova ocrotite de stat cu nr. 1660 (raionul Ocnița). Datează din 1793.